# 昆達河 (愛沙尼亞)

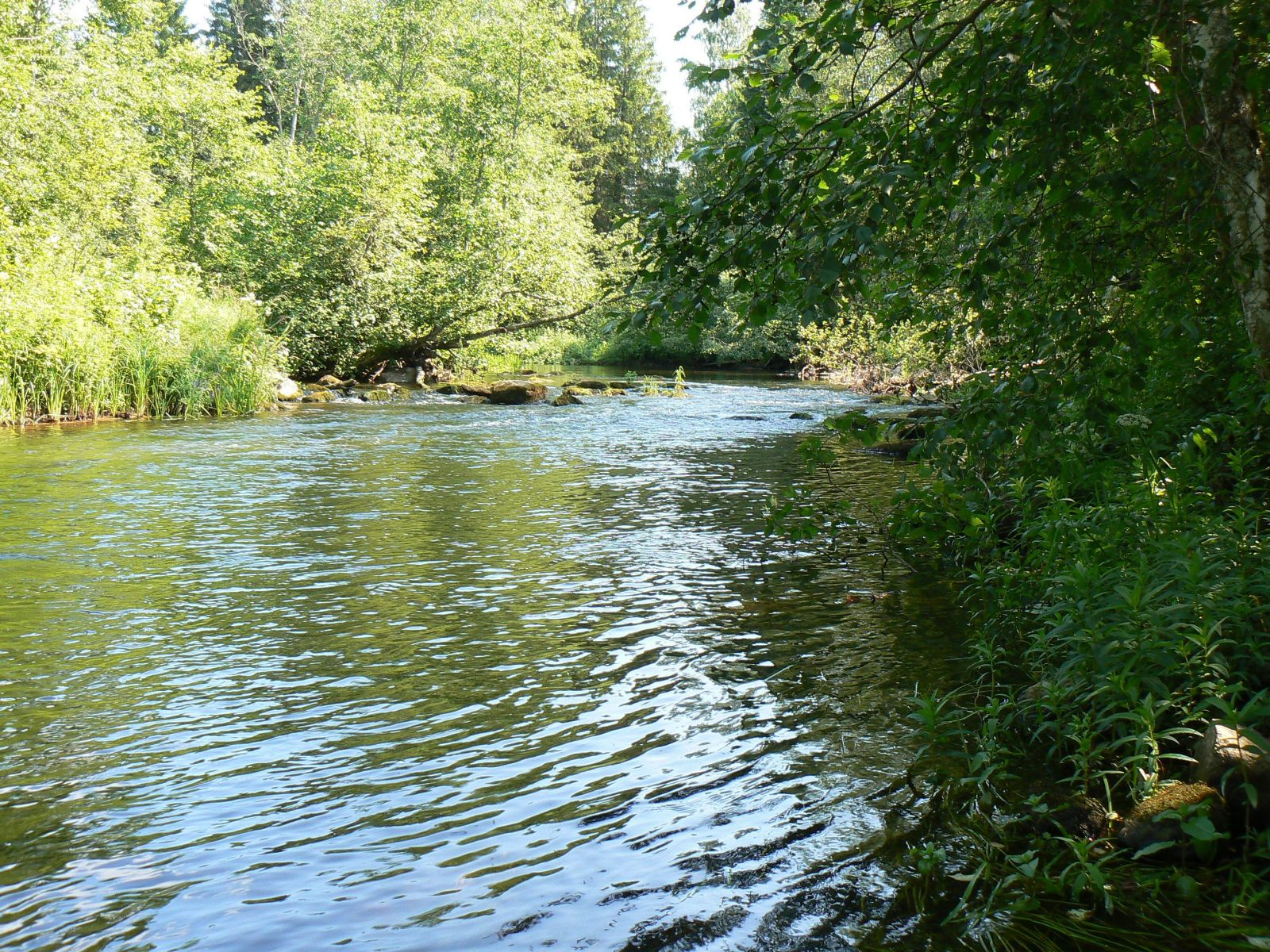
昆達河

昆達河是愛沙尼亞的河流，位於該國東北部，由西維魯縣負責管轄，最終注入芬蘭灣，河口處在昆達，河道全長66公里，流域面積536平方公里。